# حسين غويلي الحربي
حسين غويلي الحربي (ولد 1 يناير 1979[بحاجة لمصدر]) هو لاعب رماية سعودي، حقق الميدالية الفضية في دورة الألعاب الآسيوية 2018.

## سجل المنافسة
| العام         | المسابقة                   | المكان        | المركز        | حدث                  | ملاحظة                               |
| يمثل السعودية | يمثل السعودية              | يمثل السعودية | يمثل السعودية | يمثل السعودية        | يمثل السعودية                        |
| ------------- | -------------------------- | ------------- | ------------- | -------------------- | ------------------------------------ |
| 2018          | دورة الألعاب الآسيوية 2018 | إندونيسيا     | 2 (فضية)      | رماية البندقية 300 م | 568 نقطة (فرق نقطة عن مُستحق الذهبية) |